# Anzor Kibrotsashvili
Anzor Kibrotsashvili, né le 25 octobre 1939 et mort le 28 novembre 2008, est un judoka soviétique.

## Palmarès international
| Année | Compétition           | Lieu           | Résultat | Catégorie         |
| ----- | --------------------- | -------------- | -------- | ----------------- |
| 1962  | Championnats d'Europe | Essen          | 3e       | Moins de 70 kg    |
| 1965  | Championnats du monde | Rio de Janeiro | 2e       | Toutes catégories |
| 1966  | Championnats d'Europe | Luxembourg     | 3e       | Moins de 93 kg    |
| 1967  | Championnats d'Europe | Rome           | 2e       | Plus de 93 kg     |
| 1969  | Championnats d'Europe | Ostende        | 2e       | Toutes catégories |